# Буковица (Липљан)
Буковица (алб. Bukovicë) је насеље у општини Липљан, Косово и Метохија, Република Србија.

## Географија
Буковица се налази на 831 метар надморске висине, и то на координатама 42° 34′ 39" северно и 21° 15′ 56" источно.
Налази се на око тринаест километара од Приштине.

## Демографија
До 1878. ово насеље је било у потпуности насељено Србима. Насељавањем мухаџира село је изгубило српско становништво и постало потпуно арбанашко насеље.
| Етнички састав према попису из 1981.‍ | Етнички састав према попису из 1981.‍ | Етнички састав према попису из 1981.‍ | Етнички састав према попису из 1981.‍ | Етнички састав према попису из 1981.‍ |
| ------------------------------------ | ------------------------------------ | ------------------------------------ | ------------------------------------ | ------------------------------------ |
|                                      |                                      |                                      |                                      |                                      |
| Албанци                              | Албанци                              |                                      | 88                                   | 92,63%                               |
| непознато                            | непознато                            |                                      | 7                                    | 7,36%                                |

| Демографија | Демографија | Демографија |
| Година      | Становника  | Становника  |
| ----------- | ----------- | ----------- |
| 1948.       | 92          |             |
| 1953.       | 103         |             |
| 1961.       | 86          |             |
| 1971.       | 100         |             |
| 1981.       | 92          |             |
| 1991.       | 146         |             |